# Ruta Estatal de Nevada 828
La Ruta Estatal de Nevada 828, y abreviada SR 828 (en inglés: Nevada State Route 828) es una carretera estatal estadounidense ubicada en el estado de Nevada. La carretera inicia en el Oeste desde la US 50  , US 95   en Fernley hacia el Este en la US 50     en Hazen. La carretera tiene una longitud de 12,4 km (7.736 mi).

## Mantenimiento
Al igual que las autopistas interestatales, y las rutas federales y el resto de carreteras estatales, la Ruta Estatal de Nevada 828 es administrada y mantenida por el Departamento de Transporte de Nevada por sus siglas en inglés Nevada DOT.